# Michail Želev
Michail Želev (in bulgaro Михаил Желев?; Sliven, 15 luglio 1943 – 5 gennaio 2021) è stato un siepista bulgaro.

## Biografia
Fu campione europeo dei 3000 m siepi nel 1969 stabilendo in quell'occasione il proprio primato personale in 8'25"0, che all'epoca fu anche record dei campionati. L'anno seguente fu primo nella stessa specialità alle Universiadi di Torino.
Partecipò a due edizioni dei Giochi olimpici, raggiungendo in entrambe la finale: fu sesto a Città del Messico 1968 e dodicesimo a Monaco di Baviera 1972.

## Palmarès
| Anno | Manifestazione  | Sede              | Evento       | Risultato | Prestazione | Note                  |
| ---- | --------------- | ----------------- | ------------ | --------- | ----------- | --------------------- |
| 1968 | Giochi olimpici | Città del Messico | 3000 m siepi | 6º        | 8'58"41     | [ 2 ]                 |
| 1969 | Europei         | Atene             | 3000 m siepi | Oro       | 8'25"0      | Record dei campionati |
| 1970 | Universiadi     | Torino            | 3000 m siepi | Oro       | 8'32"6      |                       |
| 1972 | Giochi olimpici | Monaco            | 3000 m siepi | 12º       | 9'02"59     | [ 3 ]                 |